# 今井良
今井良（いまい りょう、1974年 - ）は、日本のジャーナリスト、ノンフィクション作家。

## 人物・来歴
千葉県生まれ。中央大学文学部卒業。NHKに入局し、地方局や東京の報道局ニュースセンターでニュース番組の制作に10年間携わる。その後、民放テレビ局に移籍。
2022年3月、著書『内閣情報調査室』（幻冬舎新書）に共同通信の記事からの無断転載が見つかり、絶版・回収となったのを始めとして、『テロVS.日本の警察』（光文社新書）、『風俗警察』（角川新書）、『マル暴捜査』（新潮新書）にも同様に共同通信の記事からの無断転載があったため、相次いで絶版・回収となった。

## 著書
- 『警視庁科学捜査最前線』新潮新書 2014.6
- 『テロvs.日本の警察 標的はどこか?』光文社新書 2017.10
- 『警視庁監察係』小学館新書 2017.12
- 『マル暴捜査』新潮新書 2017.7
- 『風俗警察』角川新書 2019.2
- 『内閣情報調査室 公安警察、公安調査庁との三つ巴の闘い』幻冬舎新書 2019.5